# 5W1H
5W1Hとは、When（いつ）、Where（どこで）、Who（誰が）、 What（何を）、  Why（なぜ）、How（どのように）といった最重要の情報を先頭にもってくる慣行である。ニュース記事を書くときなどで使われる。欧米ではふつう｢Five Ws｣、｢Five W's and One H｣、または略して単に｢Six Ws｣と呼ばれるが、日本では更に「1H」を足して「5W1H」（ご・ダブリュ・いち・エイチ）とし「六何の原則」とも呼ばれる。

## 解説
ニュース記事の最初の段落はリードと呼ばれる。ニューススタイルの規則では、リードには以下の「5W」の多くを含むべきとされている。すなわち、
When（いつ） Where（どこで） Who（誰が） What（何を）  Why（なぜ）したのか?
である。しかし日本においては、「5W」にさらに下記の「1H」を含む「5W1H」であるべきであるとされる。
How（どのように）
日本では、教育現場で国語や英語の文法や文学作品読解の指導に使われることもある。また、情報取材のあり方やその提示の方法、歴史の叙述などノンフィクション全般にわたって意識されるべき必須事項としてしばしば取り上げられる。

## 5W1Hの始まり
英国の児童文学作家で詩人のラドヤード・キップリングが1895年に発表した『ジャングル・ブック』には、登場する少年が虎の縞模様はどうしてできたかという話から「動物はどうして人間に恐怖を感じるようになったか？」など、さまざまな物語があった。その後、1902年に空想的な「なぜなの？ものがたり」（pourquoi：仏語：なぜ? - stories：物語）シリーズと呼べる4から8歳の子供向けのさまざまな現象や出来事を書いた多くの物語（原題：Just So Stories for Little Children）を出版した。それぞれの物語はバラッド形式の詩的文章を盛り込んでいたが、そのなかでも「象のこども（原題：The Elephant's Child）」は次のような詩で始まっている。
（原文）
I keep six honest serving-men.
(They taught me all I knew).
Their names are What and Why and When and How and Where and Who.
（日本語を解するこども向けの意訳）
私にはうそをつかない正直者のお手伝いさんが6人居るんだよ
（その者達は私の知りたいことを何でも教えてくれるんだよ）.
その者達のなまえは「なに？ (What) 」さん、「なぜ？ (Why) 」さん、「いつ？ (When) 」さん、「どこ？ (Where) 」さん、「どんなふうに？ (How) 」さん、それから「だれ？ (Who) 」さんと言うんだよ。
また、その本の挿絵には「W」の文字の波形の上3点と下2点に並んだベッドのマット上の5個ボタンと枕元（または足下）から見たベッドの形の「H」が描かれた。

## 6W1H
場合により、
Whom（誰に）
の1つを付け加えて、「6W1H」と呼ばれることもある。

## 5W3H
場合により、
How many（どのくらいの数で）
How much（いくらで）
の2つを付け加えて、「5W3H」と呼ばれることもある。manyとmuchの違いは、manyが一瞥で数えられる場合に用いられるのに対し、muchは計算・計量が必要な場合であること。

## 5W1H1R
時々、
Result（どうなったか）
の1つを付け加えたものが「5W1H1R」と呼ばれることがある。

## 5W1Hを使った言葉遊び
複数人がWho・What・When・Where・Why・How（必ずしもその全てではない）の部分だけを書き、一斉に出して（あるいはそれをあらかじめ混ぜておいてランダムに引き）出来上がった文章のナンセンスさを楽しむ「5W1Hゲーム」という言葉遊びがある。